# Горњи град - Медвешчак
Горњи град - Медвешчак је градска четврт у управном уређењу града Загреба.
Градска четврт је основана Статутом Града Загреба 14. децембра 1999. године, и обухвата Горњи град и пределе северно од њега (источно и западно од улице Медвешчак).
По подацима из 2001. године површина четврти је 10,13 km², а број становника 36.384.
Четврт обухвата, уз Горњи град, разне пределе на обронцима Медведнице, као што су Шалата и Тушканац.
Поред културног и историјског језгра Горњег града, у четврти се налази низ паркова и парк-шума – Јеленовац, Прекрижје, Зеленгај, Тушканац, Орловац и Реметски камењак.
У четврти се налази и најпознатије загребачко гробље, Мирогој. У њему се налази зграда Хрватског Сабора као и градска катедрала.